# Corinto (Cauca)
Corinto es un municipio colombiano ubicado en el departamento de Cauca. Forma parte de la provincia Norte.
Se encuentra en las estribaciones de la cordillera central colombiana, entre el Valle del Cauca y la zona montañosa del Macizo Colombiano.

## Datos
Corinto es un municipio en el departamento del Cauca, Colombia.
Su cabecera está localizada a los 3°10′40″ de latitud norte y 76°15′44″ de longitud oeste.
- Población (2005): 29 267 habitantes.
- Extensión total: 302 km².
- Extensión área urbana: 30.2 km².
- Extensión área rural: 271.8 km².
- Altitud de la cabecera municipal (metros sobre el nivel del mar): 1050 y 4000 m s. n. m.
- Precipitación media anual: 1.634 mm.
- Temperatura media: 24 y 13 °C.
- Humedad relativa: 80 %.
- Distancias de referencia: a 118 km de Popayán, capital de Cauca; y a 53 km de Cali.

### Límites del municipio
- Norte: Miranda,
- Sur: Toribío y Caloto,
- Oriente: Departamento del Tolima,
- Occidente: Padilla.

## Símbolos del municipio

### Bandera
- Bandera: Con los tres colores oficiales verde, blanco y rojo.

### Escudo
- Lambrequines: Adorno u ornamento en forma de hojas de acanto que se utiliza generalmente en escudos.
- Hojas: La hoja del centro, la más grande, simboliza el casco urbano de Corinto y a su alrededor, tres hojas unidas a cada lado como representación de los seis corregimientos que conforman la Zona Rural del Municipio, a saber: Ríonegro, Quebraditas, Media Naranja, Los Andes, El Jagual y el Barranco.
- Campo: Superficie total e interior del escudo donde se dibujan las particiones, piezas o figuras simbólicas.
- Escudo: En este Escudo el campo no tiene particiones; en la parte superior está el sol naciente en representación de las oportunidades que brinda el nuevo día y como muestra de prosperidad y calor humano de los habitantes. En la parte inferior está representada toda la naturaleza, y el verde característico de la región en señal de fortaleza y esperanza; las montañas y el verde representan la diversidad geográfica y la riqueza ambiental y agrícola; el río representa nuestro potencial hídrico.
- Cinta o Banda: Sobre el fondo de color amarillo que significa riqueza, están inscritas las palabras Paz y Progreso que son los deseos que tenemos los corinteños para construir día a día un Futuro mejor.

El presente Escudo fue adoptado mediante Decreto 033 del 27 de abril del año 2007.

## División Político-Administrativa
Además de su Cabecera municipal. Corinto tiene bajo su jurisdicción los siguientes Centros poblados:
- El Barranco
- El Jagual
- Media Naranja
- Quebraditas
- Rionegro
- San Rafael

## Geografía
El territorio es montañoso y su relieve corresponde al flanco occidental de la Cordillera Central Colombiana, con alturas mayores de 4.000 m sobre el nivel del mar, en la zona limítrofe con el departamento del Tolima.
Lo riegan los ríos Güengüé, Huasanó, Jagual, Negro y Paila, además de numerosas corrientes menores.
Sus tierras se distribuyen en los pisos térmicos templado, frío y piso bioclimático páramo.

### Ecología

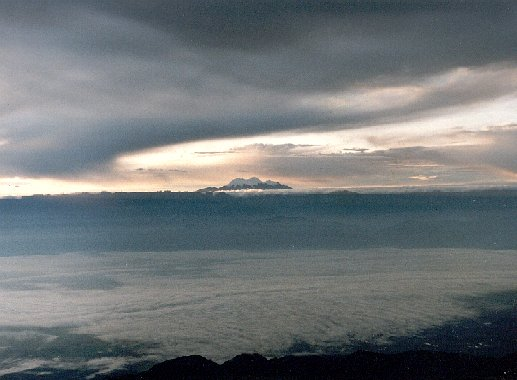
Volcán Nevado del Huila desde los Farallones de Cali.

#### Corredor ecológico de Corinto
La ubicación del municipio de Corinto lo hace perteneciente al corredor ecológico del Parque Nacional Natural Nevado del Huila y a la zona de influencia del Macizo Colombiano.

### Hidrografía
El Municipio de Corinto se encuentra ubicado en la cordillera central, en las estribaciones del parque nacional Natural Nevado del Huila; razón por la cual cuenta con un sistema hidrológico bien representado, forma parte de la cuenca alta del Río Cauca, aporta un gran número de fuentes hídricas que vierten sus aguas a la subcuenca del río Palo.
El principal río se denomina La Paila, el cual presenta en la parte alta, formaciones vegetales o zonas de vida correspondiente a ecosistemas frágiles, que ya han sido intervenidos por el desarrollo de actividades agropecuarias y avance de cultivos ilícitos, afectando el bosque nativo.
La zona media del río La Paila se encuentra cubierta con cultivos y praderas naturales no manejadas, su problema principal radica en la deforestación y una de sus causas es el consumo de leña, el cual está estimado en un 80 % en la zona rural. La zona plana está cubierta en su totalidad por caña de azúcar, las aguas del río presentan condiciones limitadas de supervivencia, debido a los desechos de aguas servidas y residuales de los ingenios.

## Historia
A la llegada de los españoles la región estaba habitada por los indígenas paeces, que se refugiaron en la parte alta de la cordillera y emprendieron una guerra, que fue larga y durísima.
En los tiempos virreinal existía un vasto territorio al norte del departamento del Cauca, en donde actualmente se asienta el municipio de Corinto, y que eclesiásticamente se denominaba Curato de los Frisoles, del cual era su cabecera la Hacienda llamada con el mismo nombre. Durante el siglo XVIII, en la parte baja existían algunas haciendas establecidas por familias se la aristocracia, como los Mosquera.
En la segunda mitad del Siglo XIX, el Señor Juan Bautista Feijoo compró la mencionada finca y en compañía de su hermano Antonio, se empeñaron en la creación de un centro poblado, viendo cumplido sus anhelos en el año de 1867, cuando fundaron el caserío que progresó rápidamente, y que hoy día se conoce con el nombre de área urbana de Corinto.
El 11 de mayo de 1868, se le concede la categoría de municipio de Corinto.
José María Obando nació en este municipio en 1795.
En 1984 se firmaron los Acuerdos de Corinto para una tregua entre el gobierno colombiano y el M-19.

## Economía

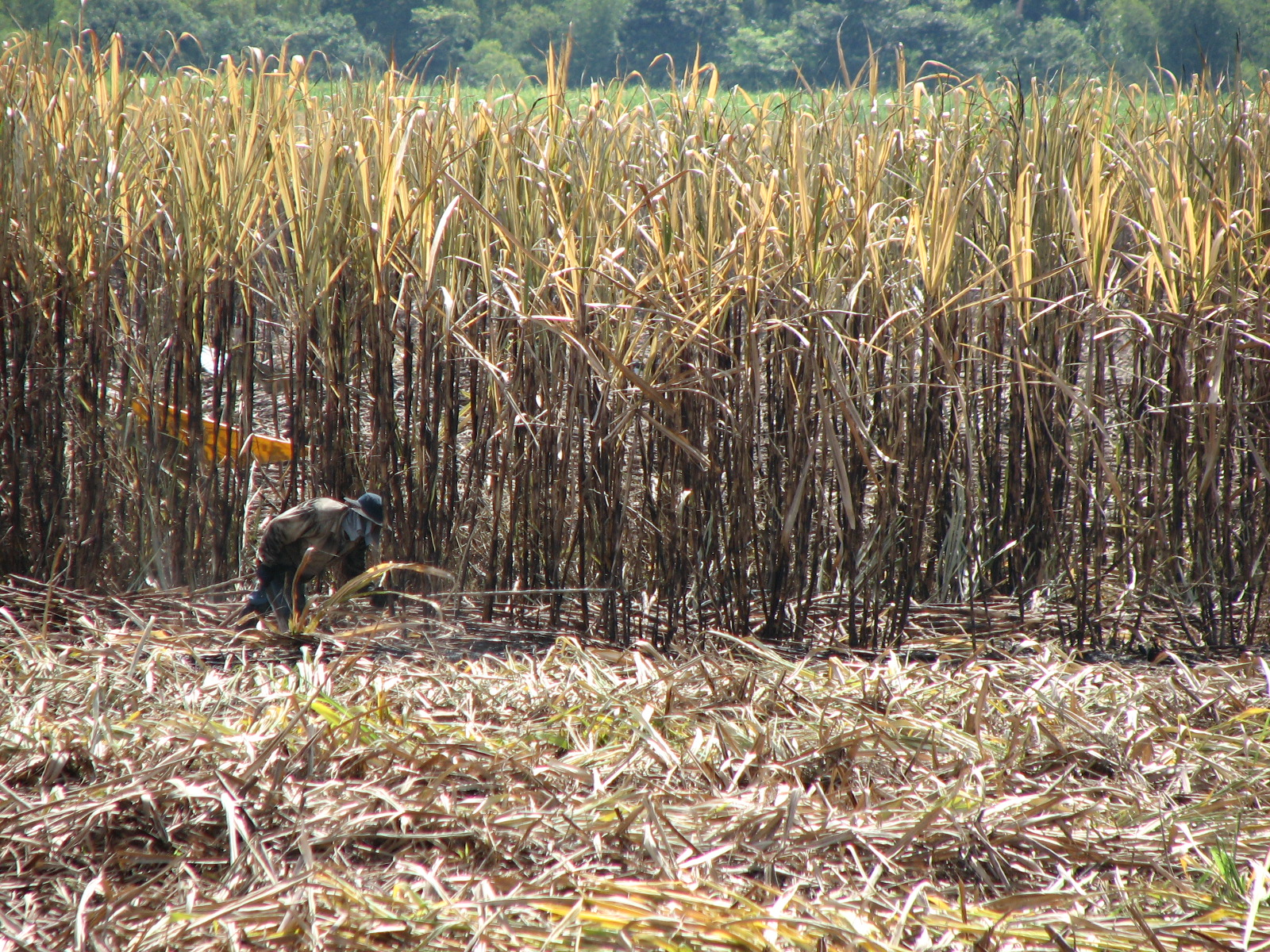
El cultivo de la caña de azúcar, ocupa el 23.4 % del área total.

### Desarrollo económico
Debido a la fertilidad de sus terrenos la población se dedica básicamente a la agricultura y a la ganadería. Sus principales cultivos son el café y la caña de azúcar, entre otros.
La actividad económica de la zona rural se basa en la agricultura y la ganadería, existen explotaciones agropecuarias incipientes, de manera artesanal.
El principal cultivo es la caña de azúcar, ocupando el 23.4 % del área total, el cultivo de café, ocupa el 4.4 % del área total. En las grandes propiedades privadas como la Antioqueñita, El Edén, Potreros Grandes, Los Olivares, Haciendas Ukrania, García Abajo, Villa Juliana, Miraflores, Quebradaseca, García Arriba, El Tablón, El Guayabo, La María, existen grandes cultivos de caña, yuca, explotación ganadera y pecuaria, y trapiches paneleros. La comunidad nasa del resguardo indígena de López Adentro además de las huertas tradicionales (tul) tiene en funcionamiento dos proyectos productivos exitosos: un molino que procesa y comercializa el arroz orgánico y una planta de producción de panela.
En el sector minero existe gran cantidad de materiales de arrastre de río, para su correcta explotación se requiere de reglamentación municipal al respecto y de permisos de la CRC y Minercol, también existe una explotación artesanal de mármoles por parte de la Empresa Calizas y Mármoles Ltda.
Existen organizaciones o instituciones creadas para desarrollar proyectos agropecuarios específicos o brindar apoyo a sectores determinados, ellas son: Campesinos sin Tierra, Zonas de Reserva Campesina, Cabildo Indígena, Asmudescor, Federación Nacional de Cafeteros; por parte del Ente municipal se encuentra la Unidad Municipal de Asistencia Técnica Agropecuaria (Umata).
La zona urbana tiene una variedad de establecimientos comerciales, predominando los sitios donde se expenden bebidas alcohólicas y comidas, respecto al comercio de otros artículos es incipiente, predominan los establecimientos comerciales pequeños, familiares.
En el sector urbano existe una tendencia generalizada a la cría y venta de especies menores como pollos y cerdos, por temporadas, para solucionar problemas económicos inmediatos.
La principal fuente de empleo la genera en su orden los ingenios azucareros, seguido del comercio formal del cual generan su sustento unas 450 familias, el magisterio 233 empleos, las microempresas y empresas asociativas 109 empleos, la administración municipal suministra 67 empleos.
La plaza de mercado es un buen centro de generación de empleo directo e indirecto, con 657 puestos que dan trabajo a 1500 personas de la zona rural y urbana. La agroindustria como los trapiches paneleros generan 573 empleos, entre trabajadores directos y carretilleros, la economía informal genera aproximadamente 60 empleos indirectos.

## Turismo

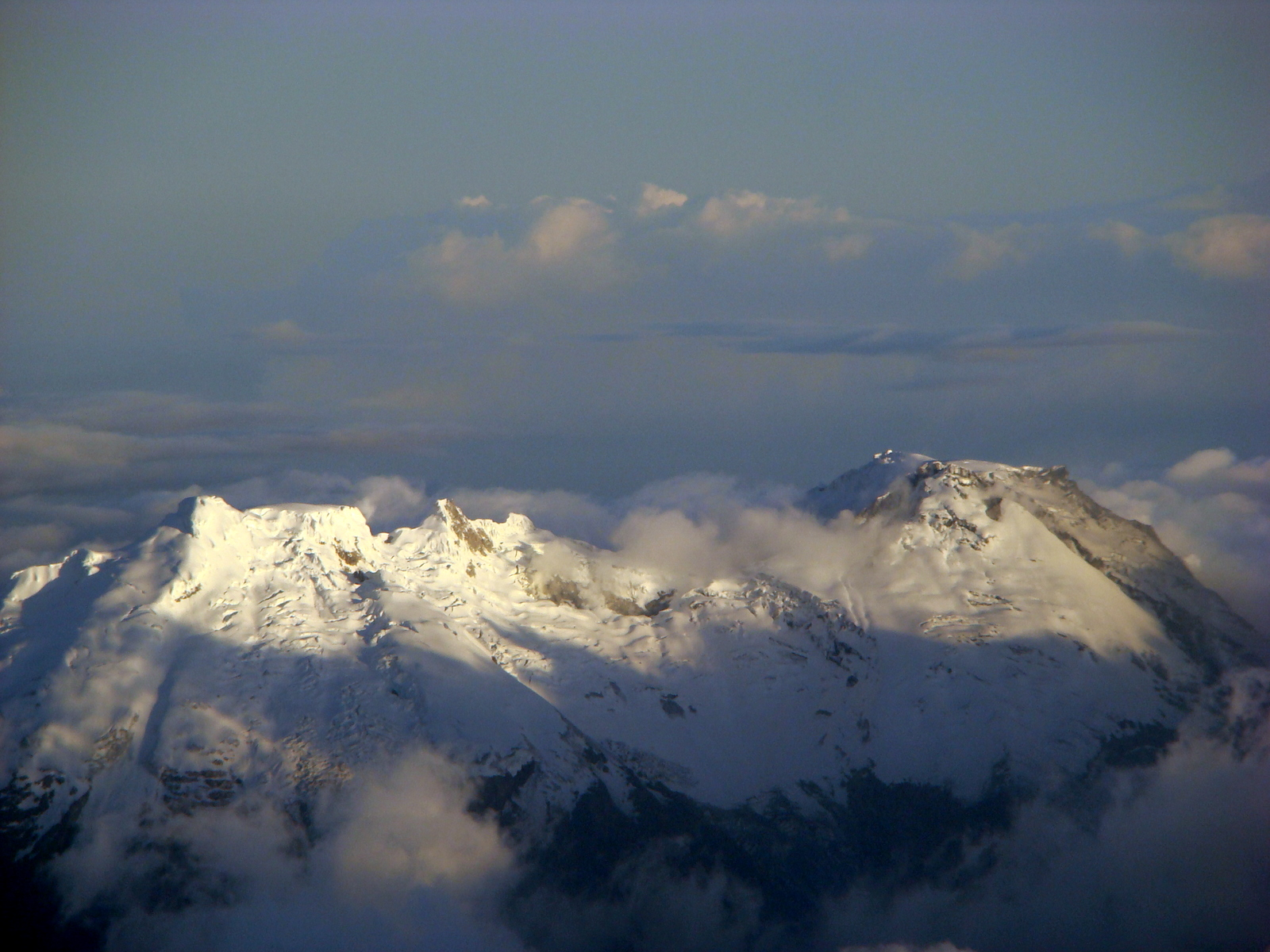
Volcán Nevado del Huila, donde se observa claramente la caída del glaciar después de la erupción en el pico central.

Uno de sus sitios más interesantes es el Nevado del Huila, este parque está ubicado en los departamentos del Cauca, Huila y Tolima sobre el eje de la cordillera Central colombiana en jurisdicción de los municipios de Páez, Toribío, Corinto (Cauca); Ataco y Rioblanco (Tolima) y Tervel, Iquira, Palermo y Neiva (Huila).

### Sitios para visitar

#### Parque recreacional El Samán
- Recreación familiar. Es un buen lugar para pasar un buen rato de recreación parque recreacional El Saman. Este sitio cuenta con una piscina para niños y una para adultos, está abierto al público de lunes a domingo, de 8:00 a 6:00 p. m., entrada: niños 1000 y adultos 2000. Se encuentra ubicado enseguida de la escuela El Jardín.

#### Parque recreacional La Finca
- Para descansar en Corinto. Este es un sito que cuenta con una piscina para adultos, una para niños y una grande para adultos, todas de agua natural; además cuenta con 5 canchas para fútbol, 10 fogones de leña, parqueadero, bar, salón para eventos sociales, pista de baile. Entrada general 1000. Por su ubicación es un sitio muy frecuentado por los corinteños.

#### Río La Paila
- Para un buen paseo de olla. En temporada calurosa para que más que unos deliciosos charcos, en el río La Paila; además se podrá preparar un magnífico almuerzo a la orilla del río.

#### Rio Güengüé- Puente de Los Esclavos
- Patrimonio Cultural por donde transitaron nuestros Libertadores es un atractivo turístico donde las familias y visitantes disfrutan de la naturaleza

#### Pesca Deportiva El Edén
- El Edén fue un centro de recreación arrasado por la avenida torrencial del 7 de noviembre de 2017; contaba con cuatro lagos de pesca deportiva con variedad de peces como: carpa, tilapia y cachama. Estaba ubicado en la vía que de Corinto conduce a la vereda Santa Elena. Este lugar era muy visitado para temporada de Semana Santa.

#### Reserva natural
- Las reservas naturales son importantes.

#### Cascada de La Cominera
- Esta es una de las cascadas con la que cuenta el municipio de Corinto, se ubica en el corregimiento del Jagual, en la vereda La Cominera.

## Servicios públicos
- Energía Eléctrica: Compañía Energética de Occidente, es la empresa prestadora del servicio de energía eléctrica.
- Gas Natural: Gases de Occidente, es la empresa distribuidora y comercializadora de gas natural en el municipio.